# Triatominae
Triatominae é uma subfamília de insetos da família Reduviidae. Várias espécies desta subfamília atuam como vetores na transmissão da doença de Chagas. Os triatomíneos são chamados popularmente, no Brasil, de barbeiro, chupão, chupança, fincão, furão, bicudo, percevejão, bicho-de-parede, bicho-de-parede-preto, percevejo-do-sertão, percevejo-francês, percevejo-gaudério, percevejo-grande, procotó, porocotó, baratão, bruxa, cafote, cascudo, piolho-de-piaçava, quiche-do-sertão, rondão e vum-vum.

## Taxonomia
A subfamília Triatominae está dividida em seis tribos:
- Tribo Alberproseniini Martínez & Carvalho, 1977
  - Alberprosenia Martínez & Carvalho, 1977
- Tribo Bolboderini Usinger, 1944
  - Belminus Stal, 1859
  - Bolbodera Valdés, 1910
  - Microtriatoma Prosen & Martínez, 1952
  - Parabelminus Lent, 1943
- Tribo Cavernicolini Usinger, 1944
  - Cavernicola bieber, 1937
- Tribo Linshcosteini Carcavallo, Jurberg, Lent, Noireau & Galvão, 2000
  - Linshcosteus Distant, 1904
- Tribo Rhodniini Pinto, 1926
  - Psammolestes Bergroth, 1911
  - Rhodnius Stal, 1859
- Tribo Triatomini Jeannel, 1909
  - Dipetalogaster Usinger, 1939
  - Eratyrus Stal, 1859
  - Hermanlentia Jurberg & Galvão, 1997
  - Meccus Stal, 1859
  - Mepraia Mazza, Gajardo & Jörg, 1940
  - Nesotriatoma Usinger, 1944
  - Panstrongylus Berg, 1879
  - Paratriatoma Barber, 1938
  - Triatoma Laporte, 1832

Inicialmente o clado era tratado como uma família distinta de Reduviidae, mas foi reduzido a subfamília. As relações taxonômicas do grupo ainda não estão totalmente resolvidas, alguns estudos demonstram que o clado é monofilético, outros, polifilético; ou ainda parafilético.
O gênero Torrealbaia, descrito em 1998, foi sinonimizado, em 2004, com o Amphibolus.